# Killick Millard
Killick Millard é um médico inglês que fundou, em 1935, em Londres, uma sociedade destinada a promover a legalização da eutanásia voluntária. 
Millard definia a eutanásia como a doutrina ou teoria segundo a qual, tendo a vida, em certas circunstâncias, deixado de ser permanentemente agradável ou útil devido a doenças, senilidade ou causas análogas, deve-se provocar a morte de maneira indolor, podendo este ato ser praticado pelo próprio paciente ou por outra pessoa.
Entretanto, contra tal maneira de ver - que, aliás, não vingou - a deontologia médica clássica, desde os tempos hipocráticos (e mesmo antes) até os nossos dias, permanentemente se opôs a qualquer acto visando a supressão da vida do ser humano. São princípios fundamentais da consciência e actividade médicas: por um lado, tentar sempre aliviar os sofrimentos e auxiliar os doentes tratando-os e curando-os quando possível (ou seja, fazer o bem) e, por outro lado, jamais prejudicá-los (primum non nocere) e, muito menos, levá-los à morte (evitar o mal). 
A minha única preocupação - reza o juramento de Hipócrates, o pai da Medicina - será a de curar os doentes.